# Castirla
Castirla es una comuna y población de Francia, en la región de Córcega, departamento de Alta Córcega.
Su población en el censo de 1999 era de 186 habitantes.

## Demografía
| 185 | 185 | 206 | 184 | 145 | 186 |
| Para los censos de 1962 a 1999 la población legal corresponde a la población sin duplicidades (Fuente: INSEE [Consultar]) |     |     |     |     |     |

- Datos: Q1087796
- Multimedia: Castirla / Q1087796

1. ↑  Worldpostalcodes.org, código postal n.º 20236.
2. ↑  INSEE, Datos de población para el año 2012 de Castirla (en francés).